# 角胡麻科
角胡麻科是生长在美洲的植物特有科，1981年的克朗奎斯特分类法将其列入胡麻科，两科的植物形态相近，都具有毛，所以叶子和茎都有一种喇手的感觉，果实都类似角状，但1998年根据基因亲缘关系分类的APG 分类法发现两科的基因关系并不近，因此单独列出一个科。长角胡麻属由于其蒴果的角如同动物爪，因此在美洲也被称为“魔鬼之爪”。.

### 属
- Craniolaria
- Holoregmia
- 单角胡麻属 Ibicella
- 角胡麻属 Martynia
- 长角胡麻属 Proboscidea